# Megaselia alpina
Megaselia alpina är en tvåvingeart som beskrevs av Schmitz och Rudolf Beyer 1965. Megaselia alpina ingår i släktet Megaselia och familjen puckelflugor. Arten är reproducerande i Sverige. Inga underarter finns listade i Catalogue of Life.